# Orlando Sanford nemzetközi repülőtér
Az Orlando Sanford nemzetközi repülőtér (IATA: SFB, ICAO: KSFB) egy nemzetközi repülőtér Orlando közelében Florida államban, az Amerikai Egyesült Államokban. Éves utasforgalma 2 801 478 fő (2022).

## Futópályák
A repülőtér futópályái:
- 09C/27C (3578 ft, 75 ft, aszfalt)
- 09L/27R (11 002 ft, 150 ft, aszfalt)
- 09R/27L (6647 ft, 75 ft, aszfalt)
- 18/36 (6002 ft, 150 ft, aszfalt)

## Forgalom
Az utasforgalom az elmúlt években az alábbi módon változott:
| Utasok száma | 48 186 | 1 198 803 | 1 222 391 | 1 834 315 | 1 780 495 | 1 577 307 | 2 184 701 | 2 922 446 | 1 545 041 | 2 941 456 |
|              | 1995   | 1998      | 2001      | 2004      | 2007      | 2011      | 2014      | 2017      | 2020      | 2023      |

## Légitársaságok és úticélok
2025-ben az Orlando Sanford nemzetközi repülőtérről az alábbi járatok indulnak (Utoljára frissítve: 2025-02-12):
| Légitársaság  | Célállomások |
| ------------- | --- |
| Allegiant Air | Akron/Canton, Albany, Allentown, Appleton, Asheville, Bangor, Belleville/St. Louis, Bloomington/Normal, Cedar Rapids/Iowa City, Charlotte/Concord, Chattanooga, Chicago/Rockford, Cincinnati, Clarksburg, Columbia (SC) (kezdődik 2025 május 15-én), Columbus–Rickenbacker, Dayton, Des Moines, Elmira, Evansville, Fayetteville/Bentonville, Flint, Fort Wayne, Grand Rapids, Greenville/Spartanburg, Hagerstown, Harrisburg, Huntington, Indianapolis, Kansas City, Key West, Knoxville, Las Vegas, Lexington, Little Rock, Louisville, Memphis, Newburgh, Niagara Falls, Norfolk, Oklahoma City, Omaha, Peoria, Pittsburgh, Plattsburgh, Portsmouth, Provo, Rapid City, Richmond, Roanoke, Sioux Falls, South Bend, Springfield/Branson, Syracuse, Toledo, Tri-Cities (TN), Tulsa Szezonális: Bismarck, El Paso, Fargo, Grand Forks, Greensboro, Gulfport/Biloxi, McAllen, Minot, Moline/Quad Cities, Nashville, Shreveport, Traverse City, Wichita |